# Dogana
Dogana – największe miasto San Marino znajdujące się w zamku Serravalle. Liczy około 4500 mieszkańców co stanowi ok. 15% populacji państwa. W Doganie znajduje się większość urzędów. Mimo to Dogana nie jest stolicą Zamku. Dogana leży przy granicy z Włochami i jest najczęściej pierwszym miastem odwiedzanym przez turystów wjeżdżających do państwa.